# 대성토이즈
대성토이즈는 대한민국 부산광역시 사하구 다대동에 있는 대한민국의 완구 기업이다.

## 개요
대한민국 최초로 장애인을 고용하는 기업이다.

## 제품

### 모터 시리즈
프릭션 구동 완구다. 프릭션 이외의 기능은 이태릭체.
- 슈퍼 시리즈
- 킹슈퍼 시리즈
- 맥스 시리즈
- 말하는 시리즈(舊 명칭은 IC슈퍼 시리즈)
- 뉴말하는 시리즈
- 파워 시리즈
- 터보 시리즈
- 그랜토 시리즈(승용)
- 팜 시리즈

### 빙빙블럭 시리즈
- 베이직 시리즈
- 응용 시리즈

### 아이비 시리즈
- 경찰기동대(소, 대)

### 캐릭터 제품
- 아기공룡 둘리 : 아이비 블럭 시리즈
- 냉장고 나라 코코몽 : 말하는 자동차 시리즈
- 깜부 : 뉴 말하는 자동차 시리즈
- 뽀롱뽀롱 뽀로로 : 빙빙블럭 시리즈
- 파이어맨 샘 : 변신 소방차

### 타 기업 라이센스 제품
이마트 완구를 제외하고, 주유소 차량에는 제품명에 기업 이름이 없다.

#### 주유소(유조차)
- SK 엔크린
- E1

#### 마트
- 이마트

#### 환경 단체
- 환경관리공단

#### 정부기관 기업
- 한국전기안전공사

### 타사 협력 제품

#### 미미월드
- 월드카 중장비 친구들

#### 아성다이소
- 조립완구(빙글빙글 돌아가는 빙빙블럭)

## 차량 완구의 디자인

### IC케이스, 버튼 색깔
말하는 시리즈 한정으로 초기는 왼쪽부터 연두색/분홍색/노란색/파란색. 일부는 버튼이 주황색/연두색/분홍색/파란색이기도 했으며, 음성, 전자 표시도 있었다. 이후에는 노란색/주황색/하늘색/남색으로 변경되었고 음성, 전자 표시도 생략되었다가 현재는 4개 모두 하얀 색이나 빨간 색으로 변경된다. 간혹 소방차 완구와 구급차 완구의 버튼은 남색/하늘색/노란색/분홍색이기도 했다.

### 타이어, 휠
초기에는 유광 디자인이었으며, 휠은 일반 승용차의 휠을 연상시켰다. 이후 현재까지도 존재하는 화물차의 휠처럼 보이는 디자인으로 변경된다. 맥스 시리즈/뉴말하는 시리즈는 실제 트럭처럼 앞바퀴 휠이 돌출형으로 적용되었다.

### 운전자 인형(말하는 시리즈)
초기에는 팔이 구현되었지만 이후에는 팔이 없고, 몸과 머리만 있는 인형으로 변경되며, 현재까지도 적용되었다. 간혹 일부 제품 박스의 초기형 제품 사진에서는 운전석에 플레이모빌의 피규어를 탑승시키기도 했었다. 초기 뉴 말하는 자동차나 굴착기 완구 한정으로는 다리도 구현되었다.

## 차량 완구의 음성/멜로디
일반 중장비, 긴급차량 공통
- 렛츠 고! 출발!

일반 중장비 완구
- 위험해요! 비켜주세요!(현재는 '미안해요, 비켜주세요!'로 변경)
- 빨간불! 빨간불일 때는 멈춰라 오바!(현재는 '빨간불! 빨간불일 때는 멈춰 주세요!'로 변경)

긴급차량 완구
- 긴급사태! 긴급사태! 출동하라 오바!(현재는 사이렌 소리가 추가되었다.)
- 여기는 어린이 부대입니다. 무엇을 도와 드릴까요?(현재는 '여기는 어린이 기동대. 무엇을 도와드릴까요?'로 변경되었고, 전화벨이랑 사이렌 소리도 삭제되었다.)

멜로디
- 초기에는 16곡이지만 현재는 17곡으로 바뀐 것으로 추정된다.